# Никола Аврамовски
Никола Аврамовски (рођен 10. августа 1965. у Скопљу, Македонија) је бивши југословенски и македонски фудбалер и репрезентативац и фудбалски тренер.

## Играчка каријера
Никола Аврамовски познат је као члан златне генерације 1987. која је освојила титулу Југославије и наступио у Лиги шампиона. За ФК Вардар је наступао од 1985. до 1989. и од 1998. до 2000. год када је био члан генерације ФК Вардар која је освојила два пута куп Македоније.
Својим наступима оставио је неизбрисив траг сјајним партијама те имао је велики допринос освајање титулама.

## Тренерска каријера
Тренерску каријеру започиње феноменално освајањем шампионске титуле у скопском региону те друго место на међународном турниру у Риминију - Италија. Освајањем дупле круне, шампионску и КУП Македоније у пионирима само је потврђен његов одличан рад. Тиме је позван и постао селектор Y18 репрезентације Македоније, вицешампионска титула Македоније у категорији кадета те прво место на међународном турниру Хрватске је наставак рада тренера Николе Аврамовског. Шампионска круна Македоније са омладинцима је била први корак према сениорима чиме се потврдило одмах са преласком као први асистент ФК Вардара. Успеси са ФК Зденка и ФК Бјеловаром допринели су да тренер Никола Аврамовски прелази у селекторску фотељу Y15 репрезентације Македоније. Позив од најбољег македонског шефа стручног штаба тренера Хаџиевског је била само потврда и прелаз опет у сениорску категорију и наравно одлични резултати већ неколико година у иностранству само потврђује његов квалитет који је на највишем нивоу.